# Gigantosciapus nataliae
Gigantosciapus nataliae är en tvåvingeart som beskrevs av Grichanov 1998. Gigantosciapus nataliae ingår i släktet Gigantosciapus och familjen styltflugor. Inga underarter finns listade i Catalogue of Life.